# FC Wacker 1910 Gera
FC Wacker 1910 Gera was een Duitse voetbalclub uit Gera, Thüringen. De club bestond van 1910 tot 1945 en was actief op het hoogste niveau tot 1933.

## Geschiedenis
De club werd opgericht in 1910 en was aangesloten bij de Midden-Duitse voetbalbond. Vanaf 1923 speelde de club in de competitie van Osterland. Wacker werd meteen kampioen en plaatste zich voor de Midden-Duitse eindronde en verloor van 1. Jenaer SV 03. Twee jaar later nam de club weerwraak door met 7:3 te winnen van Jena, maar in de tweede ronde verloor de club van SC 06 Oberlind. In 1926/27 versloeg de club SpVgg 06 Falkenstein en verloor dan van VfB Leipzig. Een jaar later werden SVgg Meerane 07, SV 01 Gotha en SuBC Plauen opzij gezet waardoor de halve finale bereikt werd, hierin verloor de club van Wacker Halle. Het volgende seizoen verloor de club meteen van Chemnitzer BC.
De volgende seizoenen moest de club in de reguliere competitie 1. FC Greiz en FC Thüringen Weida laten voorgaan, maar eindigde wel telkens in de top 3. In 1932/33 werd de club voor de zesde keer kampioen. In de eindronde versloeg de club Wacker 07 Gotha en verloor dan van SV 08 Steinach.
Na dit seizoen werd de competitie grondig geherstructureerd. De vele competities van Midden-Duitsland werden afgeschaft en vervangen door twee Gauliga's. De kampioen van Osterland werd niet sterk genoeg bevonden voor deze competitie en Wacker ging in de Bezirksliga spelen en slaagde er niet in te promoveren.
Na de Tweede Wereldoorlog werden alle Duitse voetbalclubs ontbonden. Wacker werd nooit meer heropgericht.

## Erelijst
Kampioen Osterland
1924, 1926, 1927, 1928, 1929, 1933